# 埃德温娜·博恩
埃德温娜·博恩（英語：Edwina Bone，1988年4月29日—），澳大利亚女子曲棍球运动员。她曾代表澳大利亚参加2014年英联邦运动会曲棍球比赛，获得一枚金牌。她也曾参加2016年和2020年夏季奥运会。